# Duke's Mayo Bowl 2025
Match précédent Match suivant
Le Duke's Mayo Bowl 2025 est un match de football américain de niveau universitaire joué après la saison régulière de 2024, le 3 janvier 2025 au Bank of America Stadium situé à Charlotte dans l'État de Caroline du Nord aux États-Unis. 
Il s'agit de la 23e édition du Duke's Mayo Bowl, anciennement dénommé Continental Tire, Meineke Car Care et Belk Bowl.
Le match met en présence l'équipe des Golden Gophers du Minnesota issue de la Big Ten Conference et l'équipe des Hokies de Virginia Tech issue de la Atlantic Coast Conference.
Programmée ver 19 h 30 locales, la rencontre est retransmise à la télévision par ESPN.
Sponsorisé par la société Duke's Mayonnaise (en), le match est officiellement dénommé le 2024 Duke's Mayo Bowl. 
Minnesota remporte le match sur le score de 34 à 10.

## Présentation du match
Il s'agit de la 1re rencontre entre les deux équipes.
| Équipes                                                                                                | Couleurs | Logos | Conférences | Entraîneurs                  | Stats. saison rég. | Classements avant le bowl | Classements avant le bowl | Classements avant le bowl |
| --- | -------- | ----- | ----------- | ---------------------------- | ------------------ | ------------------------- | ------------------------- | ------------------------- |
| Équipes                                                                                                | Couleurs | Logos | Conférences | Entraîneurs                  | Stats. saison rég. | CFP                       | AP                        | Coaches                   |
| Golden Gophers du Minnesota                                                                            |          |       | B1G         | P. J. Fleck (en) (8e saison) | 7 - 5              | NC                        | NC                        | NC                        |
| Hokies de Virginia Tech                                                                                |          |       | ACC         | Brent Pry (en) (3e saison)   | 6 - 6              | NC                        | NC                        | NC                        |
| - Arbitre : Jason Autrey (SEC) - Équipe donnée favorite par les bookmakers : Minnesota par 10 ½ points |          |       |             |                              |                    |                           |                           |                           |

### Golden Gophers du Minnesota
Minnesota termine la saison régulière avec un bilan de 7 victoires et 5 défaites (5-4 en matchs de conférence). Les Golden Gophers ont rencontré quatre équipes classées dans le Top25 de l'AP pour 2 victoires (24 à 17 contre #11 USC et 25-17 contre #24 Illinois) et 2 défaites (24 à 27 contre #12 Michigan et 25 à 26 contre #4 Penn State).
Ils terminent la saison régulière classés 8e de la Big Ten Conference.
À l'issue de la saison 2024 (bowl non compris), ils n'apparaissent pas dans les classements CFP, AP et Coaches.
Il s'agit de leur 1re participation au Duke's Mayo Bowl et le 25e bowl de leur histoire(12 victoires et 12 défaites).

### Hokies de Virginia Tech
Virginia Tech termine la saison régulière avec un bilan de 6 victoires et 6 défaites (4-4 en matchs de conférence). Les Hokies ont rencontré deux équipes classées dans le Top 25 de l'AP, défaites 24 à 38 contre #7 Miami (FL) et 14 à 24 contre #23 Clemson.
Ils terminent la saison régulière classés 8e de l'Atlantic Coast Conference.
À l'issue de la saison 2024 (bowl non compris), ils n'apparaissent pas dans les classements CFP, AP et Coaches.
Il s'agit de leur 3e participation au Duke's Mayo Bowl et le 36e bowl de leur histoire (14 victoires et 21 défaites) :
| Dénomination | Saisons | Dates            | Vainqueurs        | Scores  | Finalistes    | Bilan   |
| ------------ | ------- | ---------------- | ----------------- | ------- | ------------- | ------- |
| Belk Bowl    | 2016    | 29 décembre 2016 | #18 Virginia Tech | 35 - 24 | Arkansas      | V : 1-0 |
| Belk Bowl    | 2019    | 31 décembre 2019 | Kentucky          | 37 - 30 | Virginia Tech | D : 1-1 |